# Muraregatan
Muraregatan är en cirka 110 meter lång gata i stadsdelen Annedal i Göteborg. Den fick sitt namn 1883 utan känd härledning. Gatan sträcker sig från Spekebergsgatan till Brunnsgatan. Den förekommer första gången i Göteborgs adress- och industrikalendrar år 1884. Längs gatans östra sida går gränsen mot stadsdelen Landala, som här startar med ett brant bergsparti, tillhörande Landalabergen. Vid hörnet Spekebergsgatan—Muraregatan går en trappa upp mot gångstigen mellan Besvärsgatan och Övre Besvärsgatan. Gängstriderna [när?] mellan Annedals- och Landalapojkarna skedde ofta vid Muraregatan. Därför var det vanligt med sönderslagna fönster längs gatan.
I kvarteret 5 Aprikosen lät Göteborgs Arbetsbostads AB åren 1880-86 uppföra åtta fastigheter av villakaraktär i två våningar. Området var innan det obebyggt. Fyra av husen ligger längs Muraregatan, med två uppgångar vardera. Husen är i rött tegel med inredd takvåning och ritades av Victor Adler. De ingår i kommunens Bevaringsprogram 1975. På sin tid kunde lägenheterna både hyras ut och förvärvas.
Muraregatan är numrerad med udda nummer 1-15 i kvarteret 5 Aprikosen, med fastigheterna:

- (1) Annedal 5:2
- (3) Annedal 5:3
- (5) Annedal 5:4
- (7) Annedal 5:5
- (9) Annedal 5:6
- (11) Annedal 5:7
- (13) Annedal 5:8
- (15) Annedal 5:9